# Південносандвічів жолоб
55°40′00″ пд. ш. 25°55′00″ зх. д. / 55.66666667° пд. ш. 25.91666667° зх. д.

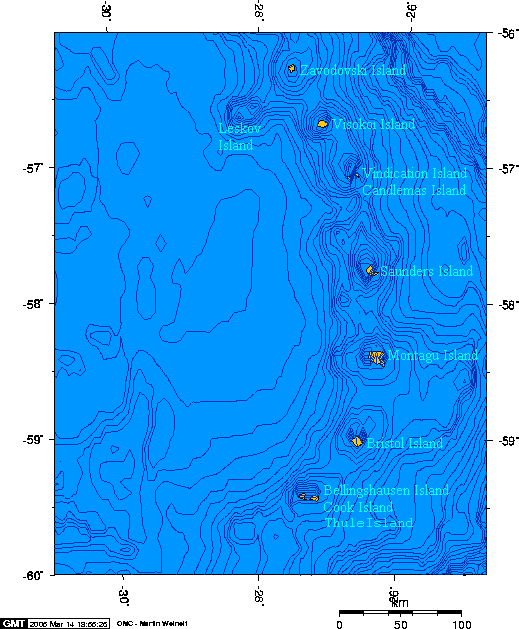
Південно-Сандвічева острівна дуга.

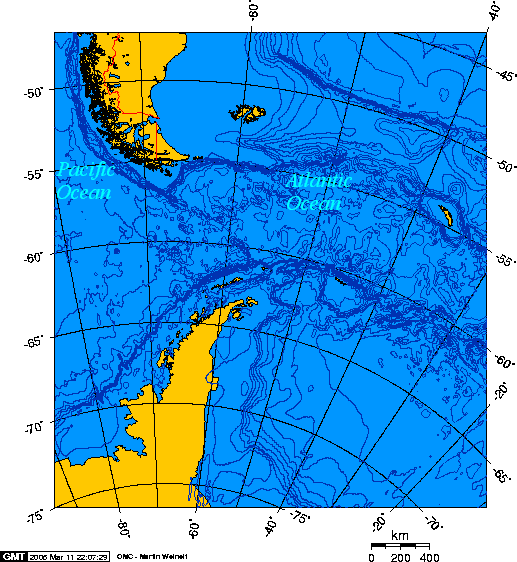
Південно-Сандвичів жолоб

Півде́нно-Са́ндвічів жо́лоб — глибоководний дугоподібний жолоб у південній частині Атлантичного океану (часто відносять до Південного океану). Простягається із зовнішнього боку Південно-Сандвічевої острівної дуги приблизно на 1200 км. Максимальна глибина 8266 м.
Має V-подібну форму: ширина в межах ізобати 6 тис. м — до 100 км, на дні — кілька км.
Утворена через субдукцію Південноамериканської плити під Сандвічеву плиту. Гора Белінда на Монтег'ю-Айленд є активним вулканом.